# 忖度
忖度（そんたく）は、他人の心情を推し量ること、また、推し量って相手に配慮することである。
「忖」「度」いずれの文字も「はかる」の意味を含む。2017年には政治問題に関連して広く使用され、同年の「新語・流行語大賞」の年間大賞に選ばれた。

## 歴史
辞典編集者の神永曉によれば、そもそも「忖度」という言葉は、すでに中国の古典『詩経』に使用されており、平安時代の『菅家後集』などにも存在が確認されている。明治期にも使用例があるが、この頃には単に人の心を推測するという程度の意味しかなく、「斟酌（）」という言葉のように、相手に気をつかって何か行動するという意味合いはなかったという。
毎日新聞の記事によれば、1990年代には「忖度」という言葉は、脳死や臓器移植といった文脈でしばしば用いられていたが、この際もやはり患者の生前の意思を推量するというもともとの意味で使用されていた。ところが、1997年夏の時点になると、毎日新聞の記事においても、小沢チルドレンが小沢一郎の意向を「忖度」するというような記述が見つかり、上位者の意向を推し量る意味合いでの「忖度」の用例が見つかった。政治家に「忖度」という言葉が初めて使われた事例である。日本語学者の飯間浩明も、2006年12月15日の朝日新聞の社説において、上位者の意向を推し量る「忖度」の用例を採集している。そして、飯間によれば、2014年以降にはNHK会長の籾井勝人の意向をNHK職員が「忖度」するという用例もしばしば報道に見られるようになり、「忖度」という言葉には否定的なニュアンスが含まれるようになっていた。

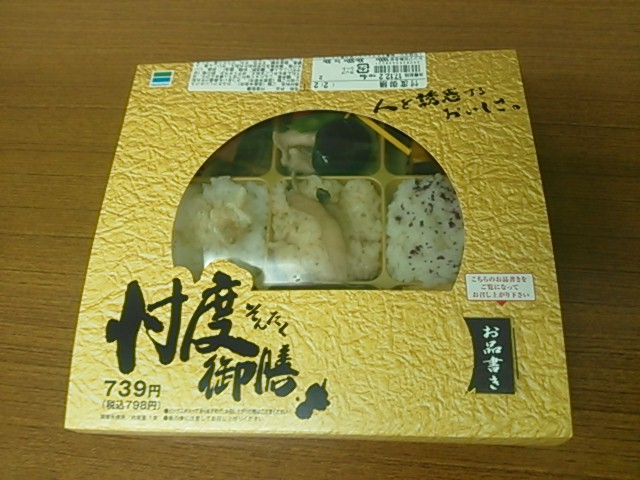
忖度御膳

2017年2月に表面化した学校法人森友学園への国有地格安売却問題（森友学園問題）をめぐって、同年3月23日、同学園の籠池康博理事長が証人喚問ののちに日本外国特派員協会で行った記者会見で、「口利きはしていない。忖度をしたということでしょう」「今度は逆の忖度をしているということでしょう」と発言した。これにより、この言葉は同問題に関する報道で多用されるようになり、検索数も急上昇した。
その後、引き続いて表面化した加計学園問題の報道でも用いられる。
流行に便乗した商品として、大阪市のヘソプロダクションが饅頭に「忖度」の文字を刻印した「忖度まんじゅう」を発売し話題となった。「忖度まんじゅう」は初代だけで約20万箱、シリーズ累計で30〜40万箱を販売している。他にもファミリーマートが弁当「忖度御膳」を発売するなどの動きもあった。
同年12月1日に発表された「新語・流行語大賞」では、「インスタ映え」とともに年間大賞に選出された。なお、実際に流行語大賞を受賞したのは上述のヘソプロダクション代表取締役の稲本ミノルである。また、12月3日には三省堂「今年の新語2017」大賞に選ばれた。その他には、Yahoo! JAPANの「Yahoo!検索大賞2017」カルチャーカテゴリー・流行語部門の受賞ワードにもなっている。

## 英訳
「忖度」に直接対応する英単語はなく、上記の籠池康博の記者会見の際に、外国人記者に向けて英語で意味を解説する場面があった。「surmise」や「read between the lines」でもニュアンスが異なるとして、日本語でも同じニュアンスの言葉は忖度しかぴったりな表現がないと述べている。英語翻訳サイトも運営するアルクは直接訳ではなく、（人）の気持ちを考える、（人）の気持ちを察する、（人）の気持ちを思いやる、（人）の身になって考える、相手の身になって考える、おもんぱかる、推し量る、推量する、空気を読むという言葉の英訳を代替として提案している。
「イエスマン」が「忖度」の対応語の一つに使われることもある。

## 用例
上述したとおり、近年では上位者の意向を推し量る意味でしばしば用いられる。2010年代以降、森友学園問題以前に使用されている例をいくつか挙げる。
- 「忖度」する人たち - 内田樹の研究室、内田樹、2012年5月9日
- 大統領の思惑を忖度して国家が動く－中世のような韓国の権力システムを目の当たりにした…加藤前ソウル支局長の衝撃手記を一部公開 - 産経新聞・加藤達也 (ジャーナリスト)、2016年1月25日
- セブン混乱の教訓「忖度文化が独裁を生む」 - 大竹剛、日経ビジネスオンライン、2016年4月19日
- 英エコノミスト誌記者「日本の記者の忖度はなんとかならないか」 - 週刊朝日、2016年5月12日